# Fraze Donnelly
Euphrasia Louise (Fraze) Donnelly (Indianapolis, 6 juni 1905 - Warsaw (Indiana), 20 mei 1963) was een Amerikaans zwemmer.

## Biografie
Donnelly won tijdens de Olympische Zomerspelen van 1924 goud op de 4x100m vrije slag in een wereldrecord, de Amerikaanse ploeg won met een voorsprong van 18 seconden op de Britse ploeg.
1912: Moore, Fletcher, Speirs, Steer ·
1920: Woodbridge, Schroth, Guest, Bleibtrey ·
1924: Donnelly, Ederle, Lackie, Wehselau ·
1928: Lambert, Osipowich, Saville, Norelius ·
1932: Johns, Saville, McKim, Madison ·
1936: Selbach, Wagner, den Ouden, Mastenbroek ·
1948: Corridon, Kalama, Helser, Curtis ·
1952: I. Novák, Temes, É. Novák, Szőke ·
1956: Fraser, Leech, Morgan, Crapp ·
1960: Spillane, Stobs, Wood, von Saltza ·
1964: Stouder, de Varona, Watson, Ellis ·
1968: Barkman, Gustavson, Pedersen, Henne ·
1972: Babashoff, Barkman, Kemp, Neilson ·
1976: Peyton, Sterkel, Babashoff, Boglioli ·
1980: Krause, Metschuck, Diers, Hülsenbeck ·
1984: Johnson, Steinseifer, Torres, Hogshead ·
1988: Otto, Meißner, Hunger, Stellmach ·
1992: Haislett, Martino, Thompson, Torres ·
1996: Martino, Van Dyken, Fox, Thompson ·
2000: Van Dyken, Shealy, Thompson, Torres ·
2004: Mills, Lenton, Thomas, Henry ·
2008: Dekker, Kromowidjojo, Heemskerk, Veldhuis ·
2012: Coutts, C. Campbell, Elmslie, Schlanger ·
2016: McKeon, Elmslie, B. Campbell, C. Campbell ·
2020: B. Campbell, Harris, McKeon, C. Campbell ·
2024: O'Callaghan, Jack, McKeon, Harris